# Шумани
Шумани је насеље у општини Пљевља у Црној Гори. Према попису из 2003. било је 219 становника (према попису из 1991. било је 189 становника).

## Демографија
У насељу Шумани живи 169 пунолетних становника, а просечна старост становништва износи 38,9 година (39,0 код мушкараца и 38,9 код жена). У насељу има 61 домаћинство, а просечан број чланова по домаћинству је 3,59.
Ово насеље је углавном насељено Србима (према попису из 2003. године).
|  |

| Демографија | Демографија | Демографија |
| Година      | Становника  | Становника  |
| ----------- | ----------- | ----------- |
|             |             |             |
|             |             |             |
|             |             |             |
|             |             |             |
| 1948.       | 184         |             |
| 1953.       | 208         |             |
| 1961.       | 230         |             |
| 1971.       | 197         |             |
| 1981.       | 192         |             |
| 1991.       | 189         | 186         |
| 2003.       | 231         | 219         |
|             |             |             |

| Етнички састав према попису из 2003.‍ | Етнички састав према попису из 2003.‍ | Етнички састав према попису из 2003.‍ | Етнички састав према попису из 2003.‍ | Етнички састав према попису из 2003.‍ |
| ------------------------------------ | ------------------------------------ | ------------------------------------ | ------------------------------------ | ------------------------------------ |
|                                      |                                      |                                      |                                      |                                      |
| Срби                                 | Срби                                 |                                      | 178                                  | 81,27%                               |
| Црногорци                            | Црногорци                            |                                      | 37                                   | 16,89%                               |
| непознато                            | непознато                            |                                      | 0                                    | 0,0%                                 |

| Година пописа     | 1948. | 1953. | 1961. | 1971. | 1981. | 1991. | 2003. |
| ----------------- | ----- | ----- | ----- | ----- | ----- | ----- | ----- |
| Број домаћинстава | 36    | 35    | 41    | 52    | 51    | 58    | 62    |

| Број чланова      | 1  | 2  | 3  | 4 | 5  | 6  | 7 | 8 | 9 | 10 и више | Просек |
| ----------------- | -- | -- | -- | - | -- | -- | - | - | - | --------- | ------ |
| Број домаћинстава | 61 | 12 | 10 | 5 | 13 | 13 | 4 | 2 | 1 | 1         | 0      |

| Пол    | Укупно | Неожењен/Неудата | Ожењен/Удата | Удовац/Удовица | Разведен/Разведена | Непознато |
| ------ | ------ | ---------------- | ------------ | -------------- | ------------------ | --------- |
| Мушки  | 87     | 30               | 52           | 4              | 0                  | 1         |
| Женски | 92     | 21               | 52           | 18             | 1                  | 0         |
| УКУПНО | 179    | 51               | 104          | 22             | 1                  | 1         |

| Пол    | Укупно                    | Пољопривреда, лов и шумарство | Рибарство                            | Вађење руде и камена | Прерађивачка индустрија       |
| ------ | ------------------------- | ----------------------------- | ------------------------------------ | -------------------- | ----------------------------- |
| Мушки  | 40                        | 3                             | 0                                    | 12                   | 6                             |
| Женски | 11                        | 1                             | 0                                    | 0                    | 1                             |
| УКУПНО | 51                        | 4                             | 0                                    | 12                   | 7                             |
| Пол    | Производња и снабдевање   | Грађевинарство                | Трговина                             | Хотели и ресторани   | Саобраћај, складиштење и везе |
| Мушки  | 4                         | 5                             | 4                                    | 0                    | 0                             |
| Женски | 0                         | 1                             | 3                                    | 0                    | 0                             |
| УКУПНО | 4                         | 6                             | 7                                    | 0                    | 0                             |
| Пол    | Финансијско посредовање   | Некретнине                    | Државна управа и одбрана             | Образовање           | Здравствени и социјални рад   |
| Мушки  | 0                         | 0                             | 5                                    | 1                    | 0                             |
| Женски | 1                         | 0                             | 0                                    | 2                    | 2                             |
| УКУПНО | 1                         | 0                             | 5                                    | 3                    | 2                             |
| Пол    | Остале услужне активности | Приватна домаћинства          | Екстериторијалне организације и тела | Непознато            | Непознато                     |
| Мушки  | 0                         | 0                             | 0                                    | 0                    | 0                             |
| Женски | 0                         | 0                             | 0                                    | 0                    | 0                             |
| УКУПНО | 0                         | 0                             | 0                                    | 0                    | 0                             |